# Mladen Pralija
Mladen Pralija (Sebenico, 28 gennaio 1959) è un allenatore di calcio ed ex calciatore croato, di ruolo portiere.

## Carriera

### Giocatore
Iniziò la carriera agonistica nell'Hajduk Spalato esordendo l'11 novembre 1981 nella partita di Coppa di Jugoslavia 1981-1982 contro il Napredak Kruševac. Disputò da titolare la finale di Coppa di Jugoslavia 1986-1987 vinta ai danni del Rijeka. Nell'estate 1987 si trasferì da Spalato ad Amburgo chiamato a sostituire Uli Stein dal neo tecnico del Amburgo Josip Skoblar, nonché suo tecnico durante l'avventura nei Bili, che lo elogiò alla stampa come “il miglior portiere dell’Europa orientale”. L'avventura cominciò subito male debuttò nella partita dell'8 agosto contro il Bayern Monaco poi persa per 6 a 0. La stagione di Pralija nel HSV fu molto deludente tanto da subire 35 reti in 14 partite disputate, durante la sessione invernale, sostituito da Richard Golz, tornò nella squadra spalatina per poi chiedere la carriera calcistica in Canada.

## Palmarès

### Giocatore

#### Competizione nazionale
- Coppa di Jugoslavia: 2

Hajduk Spalato: 1986-1987, 1990-1991